# Рикардо Монтоливо
Рикардо Монтоливо (на италиански: Riccardo Montolivo) е италиански професионален футболист, централен полузащитник. Монтоливо е типичен централен халф, умеещ да играе както в защита, така и в атака. Висок е 181 cm.

## Кариера
Започва кариерата си в Аталанта, който по това време се намира в Серия Б. Още 18-годишен става важна част от отбора и помага за спечеляването на промоция. На следващия сезон отново е ключова фигура в състава, а тимът от Бергамо се задържа в най-високото ниво на италианския футбол. През лятото на 2005 преминава във Фиорентина. През сезон 2005/06 Чезаре Прандели не му дава много шанс за изява. Скоро Рикардо доказва мястото си в отбора и през 2007 става най-добър млад играч в Серия А. Същата година дебютира за националния отбор на Италия като играе на олимпийските игри в Пекин през 2008. В началото на 2010, след напускането на Дарио Даниели и Мартин Йоргенсен, Монтоливо е избран за капитан на „виола“. Участва и на Мондиал 2010, но там Италия отпада още в груповата фаза. На 10 август 2011 вкарва първия си гол за националния тим в контрола срещу Испания. През май 2012 преминава в Милан със свободен трансфер. Месец по-късно играе на Евро 2012, където става вицешампион. Монтоливо бързо се налага при „росонерите“. На 25 ноември 2012 извежда отборът с капитанската лента в дербито с Ювентус. Рикардо изиграва много силен сезон и след напускането на капитана Масимо Амброзини, Монтоливо е избран за новия капитан на Милан.